# 보르프
보르프(독일어: Worb)는 스위스 베른주 베른-미텔란트구에 있는 자치체이다.

## 역사

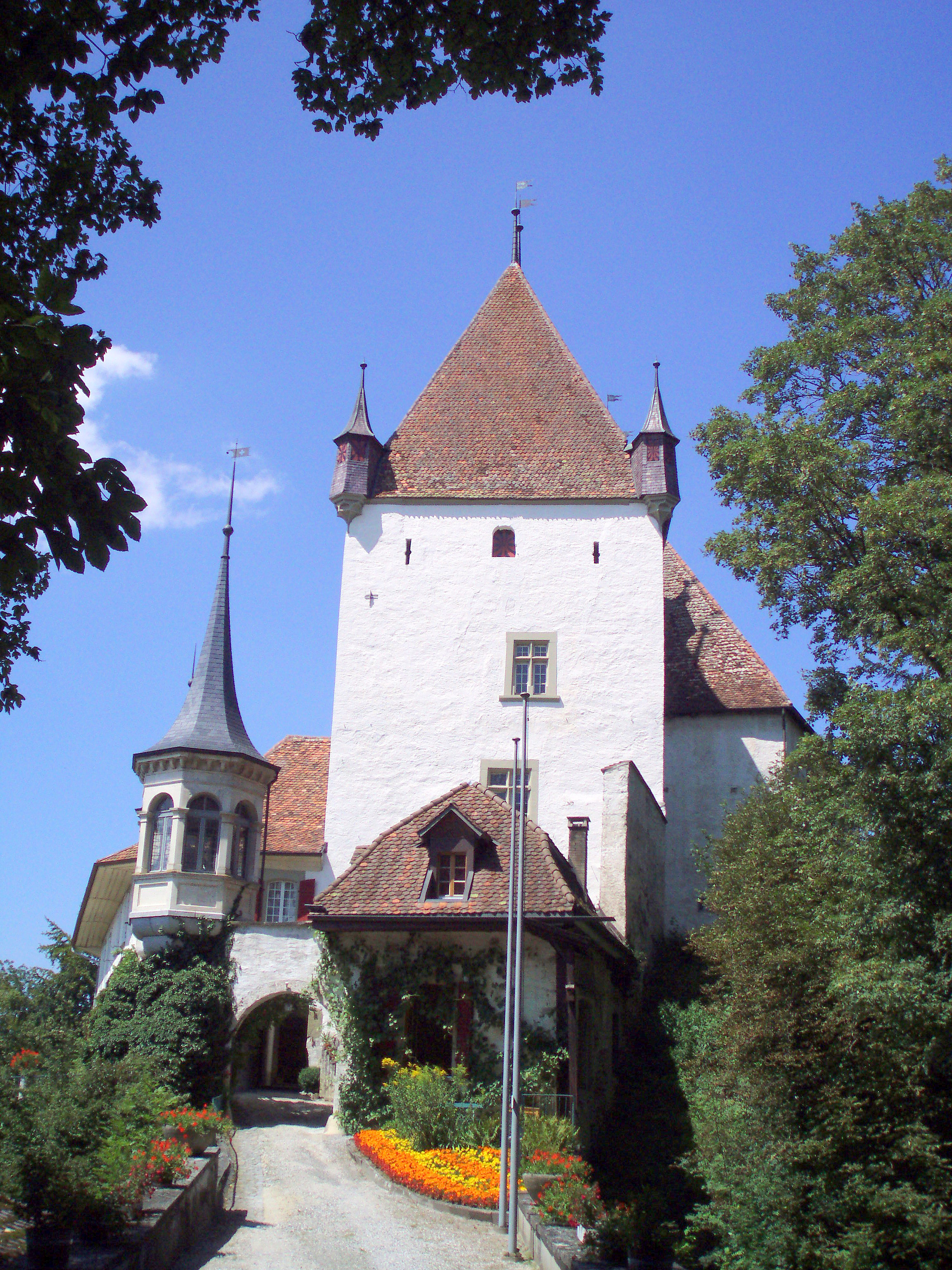
보르프성

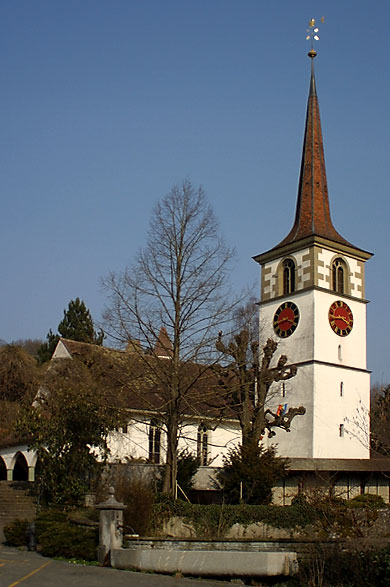
보르프의 유서깊은 개혁 교회

보르프는 1130-46년경에 Worw로 처음 언급되었다.
이 지역에서 가장 오래된 정착지 흔적으로는 흩어져 있는 신석기 시대 유물, 부히리발트의 할슈타트 무덤, 로름무스-슈토케렌의 라텐 문화 묘지가 있다. 다른 선사 시대 무덤은 그시나이트발트에서 발견되었다. 2세기와 3세기의 로마 영지와 로마 무덤도 발견되었다. 중세 초기에는 빌브링엔에 묘지가 있는 작은 정착지가 있었다.
드 보르포 남작은 기록에 마을이 나타나기 몇 년 전인 1127년에 처음 언급되었다. 13세기 후반까지 폰 키엔 남작은 마을, 토지 및 보르프성을 상속받았다. 가족은 1336년까지 보르프 헤르샤프트를 다스렸고 그들이 베른의 시민이 되었고 영토가 베른의 권위 아래 놓이게 되었다. 다음 세기 동안 여러 베르네 귀족 가문이 그 땅을 통치했고 헤르샤프트를 분할하고 재결합했다. 마을의 영주와 영지는 츠빙과 반(Zwing und Bann)과 낮은 법원 권리를 보유했다. 고등 법원은 코놀핑엔에 있었다. 1469년에 베른이 임명한 법원 대표와 보르프의 집행관 사이에 싸움이 일어났다. 두 입장의 권리와 관할권이 확정되는 데 2년이 걸렸다.
보르프성의 핵심은 1130년 이전에 지어졌다. 처음에는 천수, 대강당, 기사의 집이 있었다. 1469년과 1594년에 다시 보수되고 수리되었다. 1643년에 새로운 주거용 건물이 성에 추가되었다. 1734년에 크리스토프 폰 그라펜리트, 프란츠 루드비크 폰 그라펜리트의 아들이 오래된 성 근처에 새로운 화려한 영주의 저택을 지었다. 이 새로운 토지는 노이보르프로 알려졌지만, 노이슐로스라고도 불렸다. 또는 뉴캐슬. 두 개의 영지는 1846년에 고우모엔스-지너 가문에 의해 인수되었다. 1964년에 젤호퍼 가문은 오래된 성을 구입했으며, 신성은 1985년에 폰 그라펜리트 가문에 의해 구입되었다. 1730년에 리히겐 마을에 슈테틀러 가문을 위한 또 다른 시골 부동산이 세워졌다. 나중에 리히겐 장원은 슈테틀러가에서 폰 바텐빌 가문으로, 그 다음에는 돌푸스 폰 볼커스베르크 가문으로 넘어갔다.
최초의 마을 교회는 중세 초기에 지어진 목조 건축물이었을 것이다. 목조 건물은 나중에 석조 건물로 대체되었을 것이다. 11세기에 성 모리스 교회는 초기 교회의 초기 중세 무덤 위에 세워졌다. 교회 종탑은 1430년 이후에 지어졌다. 15세기의 3/4분기에는 벽에 벽화가 그려졌다. 현재의 합창단과 합창단 창은 1520~21년에 건물에 추가되었다. 1528년 보르프가 개신교 종교개혁을 받아들인 후, 교회는 새 신앙과 옛 본당으로 개종했다. of 보르프는 4개의 섹션으로 나뉜다. 개혁교회는 1953년 보르프에 카톨릭 교회인 생마르틴이 세워질 때까지 마을의 유일한 교회로 남아 있었다. 1998년에 지금의 모습으로 재건되었다.
보르프에서는 농업이 일반적으로 중요했지만 1380년에 킨의 남작은 발크링엔에서 보르프로 비글렌바흐 시내를 돌렸다. 그들은 개울을 따라 방앗간을 세웠고 다음 세기에 걸쳐 마을에서 단조, 제재소, 곡물 방앗간, 염색공, 선술집과 여관을 개발했다. 1804년에 비글렌바흐를 따라 해머 밀이 건설되었고, 보르프에서 산업이 발전하기 시작했다. 1900년 이후에는 시내와 마을에 수많은 공장이 세워졌다.
베른- 루체른 철도의 첫 번째 기차역은 1859년에 시 외곽에 개업했다. 이것은 1898년까지 유일한 기차역으로 남아 있었고, 그 후 Bern-보르프 철도가 마을 중앙에 들어왔다. 보르프렌탈반 노선은 1913년에 건설되어 보르프와 인근 지자체를 연결했다. 2개의 철도 노선은 1927년에 병합되어 보르프와 그 이웃 간의 효율적인 연결을 제공했다. 우수한 도로와 결합된 철도는 많은 통근자들이 보르프에 정착할 수 있게 해주었다. 20세기 후반에 많은 오래된 공장이 다음과 같은 새로운 산업으로 대체되었다. 산업 전자, 장비 건설, 가구 및 인테리어 디자인. 2012년에 지자체의 주요 고용주는 다양한 운송 회사, HVAC공장과 목재 산업.
자치단체에는 2012년 현재 총 10개의 학교가 있다.

## 지리
보르프의 면적은 21.08k㎡이다. 2012년 기준으로 총 13.18k㎡ (62.5%)가 농업용으로 사용되며, 4.42k㎡ (20.9%)가 산림으로 사용된다. 나머지 토지 중 3.29k㎡ (15.6%)가 정착(건물 또는 도로), 0.07k㎡ (0.3%)가 강 또는 호수이고, 0.04k㎡ (0.2%)는 비생산적인 토지이다.
같은 해에 산업 건물은 전체 면적의 1.2%, 주택과 건물은 9.3%, 교통 기반 시설은 3.8%를 차지했다. 삼림 지대를 제외한 모든 산림 지역은 울창한 숲으로 덮여 있다. 농경지 중 46.1%는 작물 재배에 사용되며, 13.8%는 목초지이며, 2.6%는 과수원이나 포도나무 작물에 사용된다. 시정촌의 모든 물은 흐르는 물이다.
시정촌은 보르프렌 계곡 위쪽에 있다. 그것은 보르프, 뤼펜나흐트, 빌브링엔, 엔기슈타인, 리히겐, 리트, 바텐빌 및 반게르텐의 마을과 작은 마을로 구성된다.
2009년 12월 31일에 시정촌의 이전 구역인 코놀핑엔구가 해산되었다. 다음 날 2010년 1월 1일에 새로 설립된 베른-미텔란트구에 합류했다.

## 인구통계
2020년 12월 기준, 보르프의 인구는 11,621명이다. 2010년 기준으로 인구의 14.0%가 거주하는 외국인이다. 2001년부터 2011년까지 지난 10년 동안 인구는 -0.9%의 비율로 변화했다. 이민은 –1.4%, 출생과 사망은 0.1%를 차지했다.
2000년 기준, 인구 대부분인 9,869명(90.6%)이 독일어를 모국어로 사용하고, 이탈리아어가 202명(1.9%)으로 두 번째로 많이 사용하고, 프랑스어가 135명(1.2%)으로 세 번째로 사용된다. 로만슈어를 구사하는 사람은 6명이다.
2008년 기준으로 인구는 남성 47.9%, 여성 52.1%이다. 인구는 4,622명의 스위스 남성(인구의 40.7%)과 824명(7.3%)의 비스위스계 남성으로 구성되었다. 스위스 여성은 5,150명(45.3%), 비스위스계 여성은 768명(6.8%)이었다. 시정촌 인구 중 2,867명(약 26.3%)이 2000년 보르프에서 태어나 그곳에 살았다. 같은 주에서 태어난 4,442명(40.8%)이 있었고, 스위스 다른 곳에서 태어난 1,567명(14.4%)이 있었다. 1,441명(13.2%)이 스위스 이외의 지역에서 태어났다.
2011년 기준으로 아동·청소년(0~19세)이 19.3%, 성인(20~64세)이 61.2%, 노인(64세 이상)이 19.5%를 차지한다.
2000년 기준으로 시정촌에 미혼이거나, 독신인 사람은 4,449명이다. 기혼자는 5,304명, 미망인은 568명, 이혼한 사람은 574명이었다.
2010년 기준 1인 가구는 1,694가구, 5인 이상 가구는 253가구이다. 2000년 기준으로 상시 분양된 아파트는 총 4,507세대(전체의 92.0%)였으며, 성수기 아파트는 284세대(5.8%), 공실은 110세대(2.2%)였다. 2010년 기준 신규주택 건설률은 인구 1,000명당 0.1세대였다. 2011년 시정촌 공실률은 0.15%였다.
역사적 인구는 다음 차트에 나와 있다.

## 국가중요문화재
고성(Altes Schloss)으로도 알려진 보르프성과 스위스 개혁 교회는 국가적으로 중요한 스위스 문화 유산으로 등재되어 있다. 바텐빌의 전체 마을은 스위스 유산 목록의 일부이다.

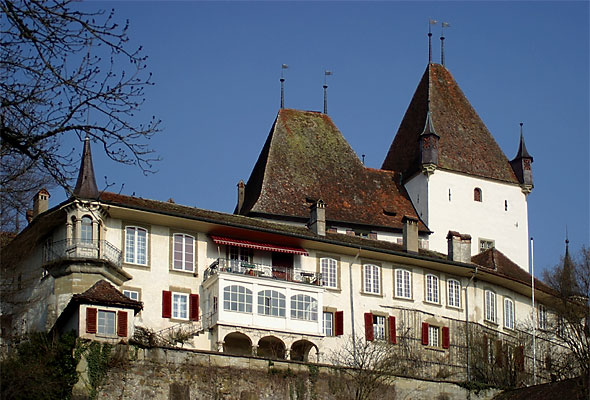
보르프성
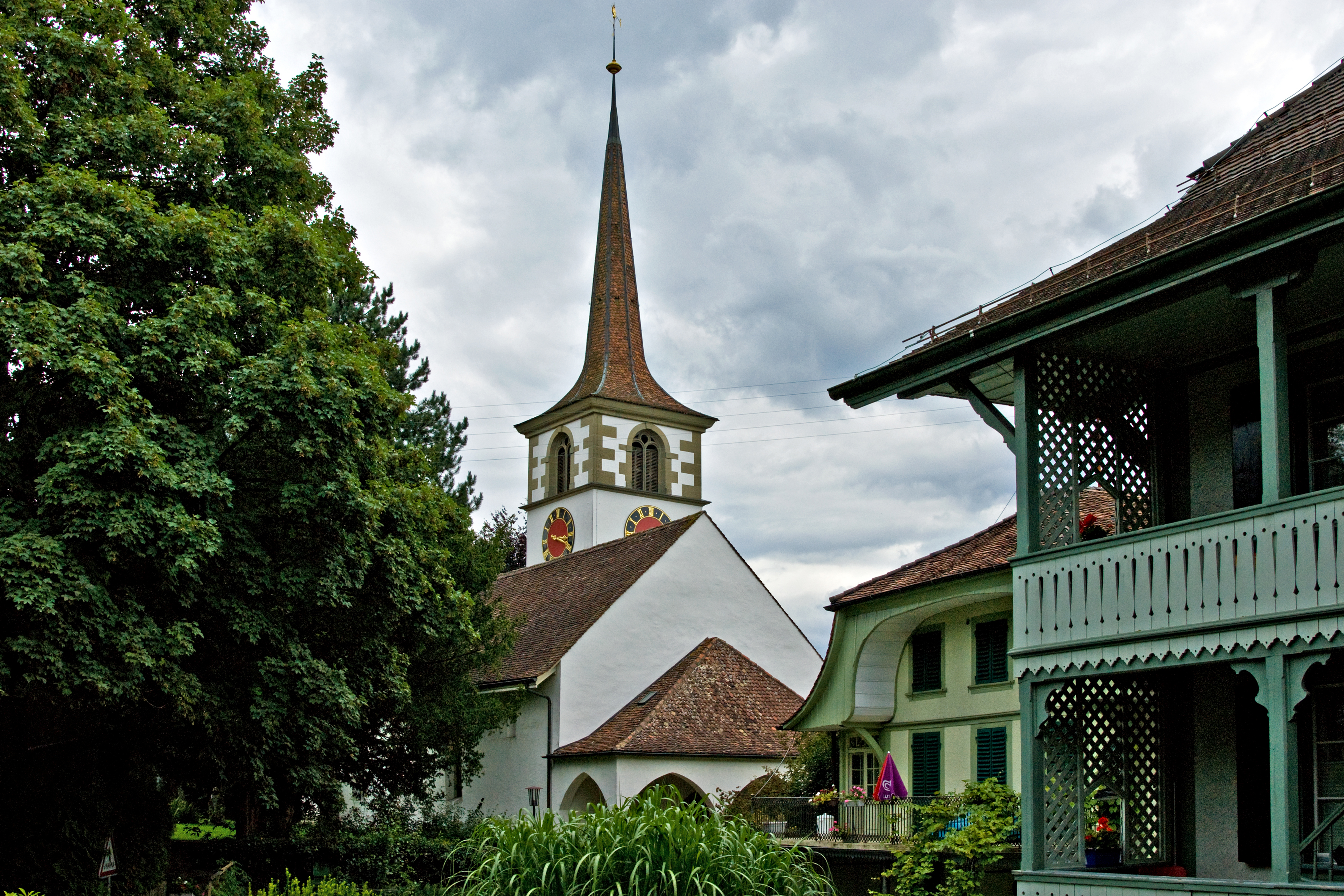
보르프 개혁 교회

## 정치
2011년 연방 선거에서 가장 인기 있는 정당은 25%의 득표율을 기록한 스위스인민당(SVP)이었다. 그 다음으로 가장 인기 있는 3개 정당은 사회민주당(SP) (19.4%), 보수민주당(BDP) (16.5%), 자유당 (11.3%)이었다. 이번 연방 총선에서는 총 4,286표가 투표되었고, 투표율은 52.6%였다.

## 경제

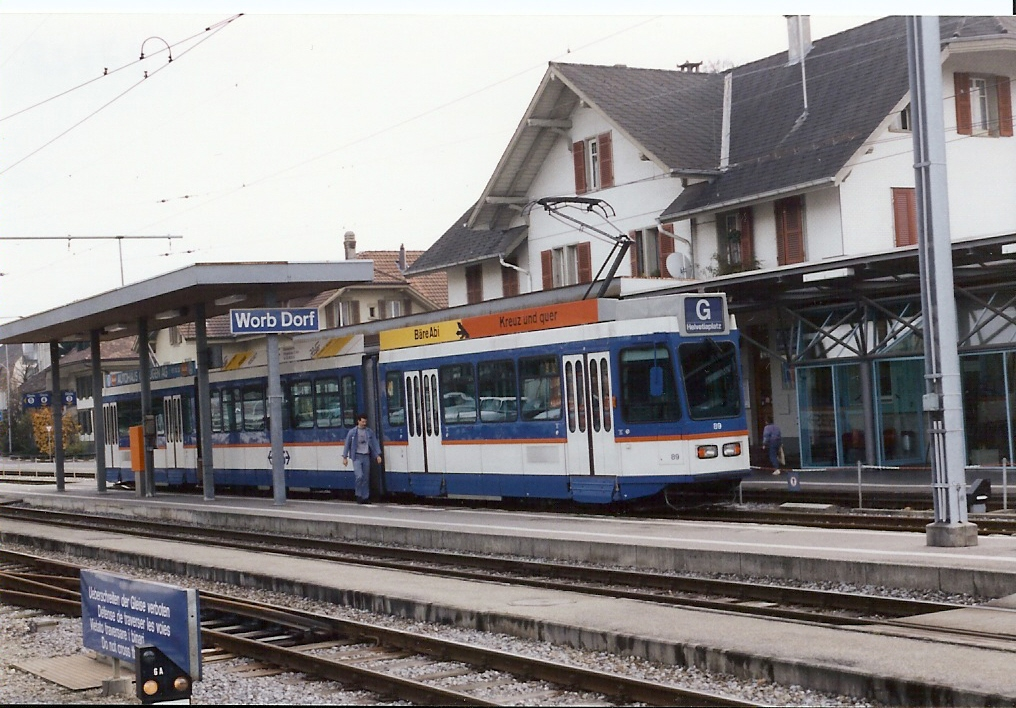
보르프역

2011년 현재 보르프의 실업률은 2.09%이다. 2008년 기준으로 시정촌에 고용된 사람은 총 3,432명이다. 이 중 1차 경제 부문에 275명이 고용되었고 이 부문에 약 99개 기업이 참여했다. 933명이 2차 부문에 고용되었고, 이 부문에 106개의 기업이 있었다. 2,224명이 3차 부문에 고용되었으며, 이 부문에는 327개의 기업이 있다.  시정촌 주민이 6,015명으로 일정 정도 고용되었으며, 그중 여성이 전체 노동력의 44.9%를 차지했다.
2008년에는 총 2,714개의 정규직이 있었다. 1차 부문의 일자리 수는 187개였으며, 모두 농업에 있었다. 2차 부문의 일자리 수는 853개로 그 중 제조업이 574개(67.3%), 건설업이 273개(32.0%)였다. 3차 부문의 일자리는 1,674개였다. 3차 부문에서; 586개(35.0%)는 도소매 또는 자동차 수리업, 102개(6.1%)는 상품의 이동 및 보관, 100개(6.0%)는 호텔 또는 레스토랑, 57개(3.4%)는 정보 산업에 종사했다. 62개(3.7%)가 보험 또는 금융 산업, 144개(8.6%)가 기술 전문가 또는 과학자, 123개(7.3%)가 교육, 271개(16.2%)가 의료 분야였다.
2000년 기준 자치단체로 통근하는 근로자는 1,861명, 출퇴근자는 4,227명이었다. 지자체는 근로자의 순수출 지자체로, 들어오는 1명당 약 2.3명의 근로자가 지자체를 떠나고 있다. 보르프에는 총 1,787명의 근로자(시 전체 근로자 3,648명의 49.0%)가 거주하고 근무했다. 근로 인구의 30.3%가 대중교통을 이용하여 출퇴근하고, 45.7%가 자가용을 이용하였다.
2011년에 150,000 CHF를 버는 보르프의 기혼 거주자에 대한 평균 지방 및 주 세율은 12.3%인 반면 미혼 거주자의 세율은 18.1%였다.  비교를 위해 2006년 전체 주 평균 비율은 13.9%, 전국 비율은 11.6%였다. 2009년에 지자체에는 총 5,061명의 납세자가 있었다. 그 중 1,845개가 연간 75,000CHF 이상을 벌어들였다. 1년에 1만 5천에서 2만 사이를 버는 사람은 30명이었다.

## 종교

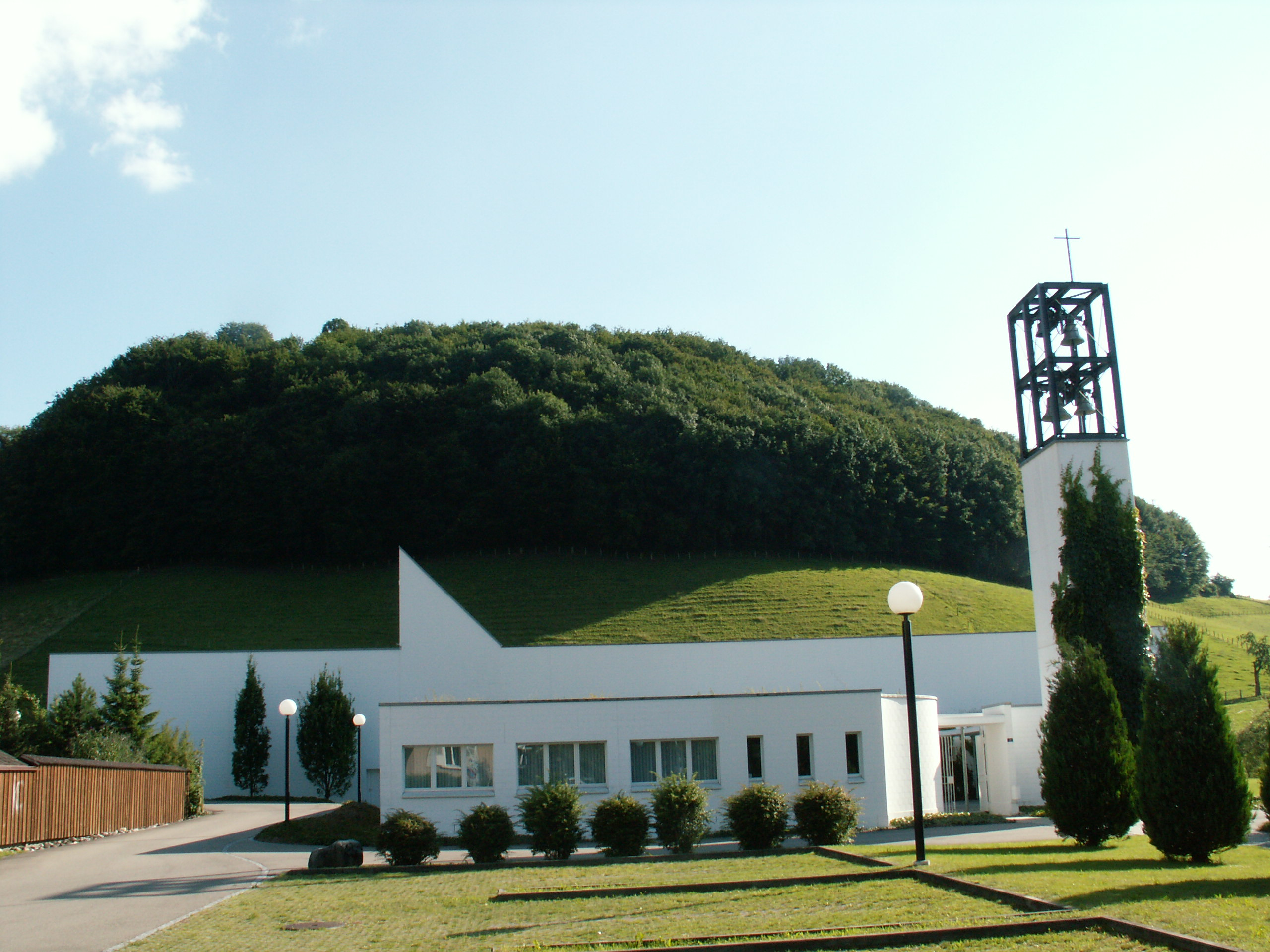
보르프 가톨릭 교회

2000년 인구 조사에서 6,918명(63.5%)이 스위스 개혁 교회에 속했고, 1,543명(14.2%)가 로마 가톨릭에 속했다. 나머지 인구 중 정교회 교인은 118명(1.08%), 크리스찬 가톨릭 교회 교인은 13명(0.12%), 다른 기독교 교회에 속한 820명(약 7.53%)이 있었다. 유대인은 2명(0.02%)이었고, 이슬람교는 357명(3.28%), 불교 신자가 36명, 힌두교 92명과 다른 교회에 속한 9명이 있었다. 700명(6.42%)이 교회에 속하지 않고 불가지론자 또는 무신론자이며, 679명(인구의 약 6.23%)이 질문에 대답하지 않았다.

## 교육
보르프에서는 인구의 약 55.5%가 비필수 고등교육을 이수했으며, 19.7%가 추가 고등교육(대학 또는 응용학문대학)을 완료했다. 인구 조사에 나와 있는 특정 형태의 고등교육을 마친 1,424명 중 68.8%가 스위스 남성, 22.5%가 스위스 여성, 5.5%가 비스위스계 남성, 3.2%가 비스위스계 여성이었다.
베른주 학교 시스템은 1년의 의무 없는 유치원, 6년의 초등학교를 제공한다. 이후 3년 동안의 의무적 중학교 과정을 거쳐 학생들을 능력과 적성에 따라 구분한다. 중학교 이하 학생들은 추가 학교에 다니거나 견습생으로 들어갈 수 있다.
2011-12학년도 동안 총 1,100명의 학생들이 보르프의 수업에 참석했다. 시정촌에는 190명의 학생이 있는 10개의 유치원 수업이 있었다. 유치원생 중 23.7%는 스위스 영주권자 또는 임시 거주자(시민권 아님)였으며, 32.1%는 교실 언어와 다른 모국어를 사용한다. 지자체에는 32개의 초등 학급과 615명의 학생이 있었다. 초등학생 중 20.3%는 스위스의 영주권 또는 임시 거주자(시민권 아님)였으며, 30.1%는 교실 언어와 다른 모국어를 사용한다. 같은 해에 총 261명의 학생이 있는 16개의 중학교가 있었다. 17.2%는 스위스의 영주권자 또는 임시 거주자(시민이 아님)였으며, 29.5%는 교실 언어와 다른 모국어를 사용했다.
2000년 기준으로, 시정촌의 모든 학교에 다니는 총 1,185명의 학생이 있다. 그중 1,169명은 시에서 거주하고 학교에 다녔고 16명의 학생은 다른 시에서 왔다. 같은 해에 387명이 시외 학교에 다녔다.
뤼펜나흐트에는 3-12세 학생들을 위해 영어로 수업을 진행하는 사립 영어 학교가 있다.

## 교통

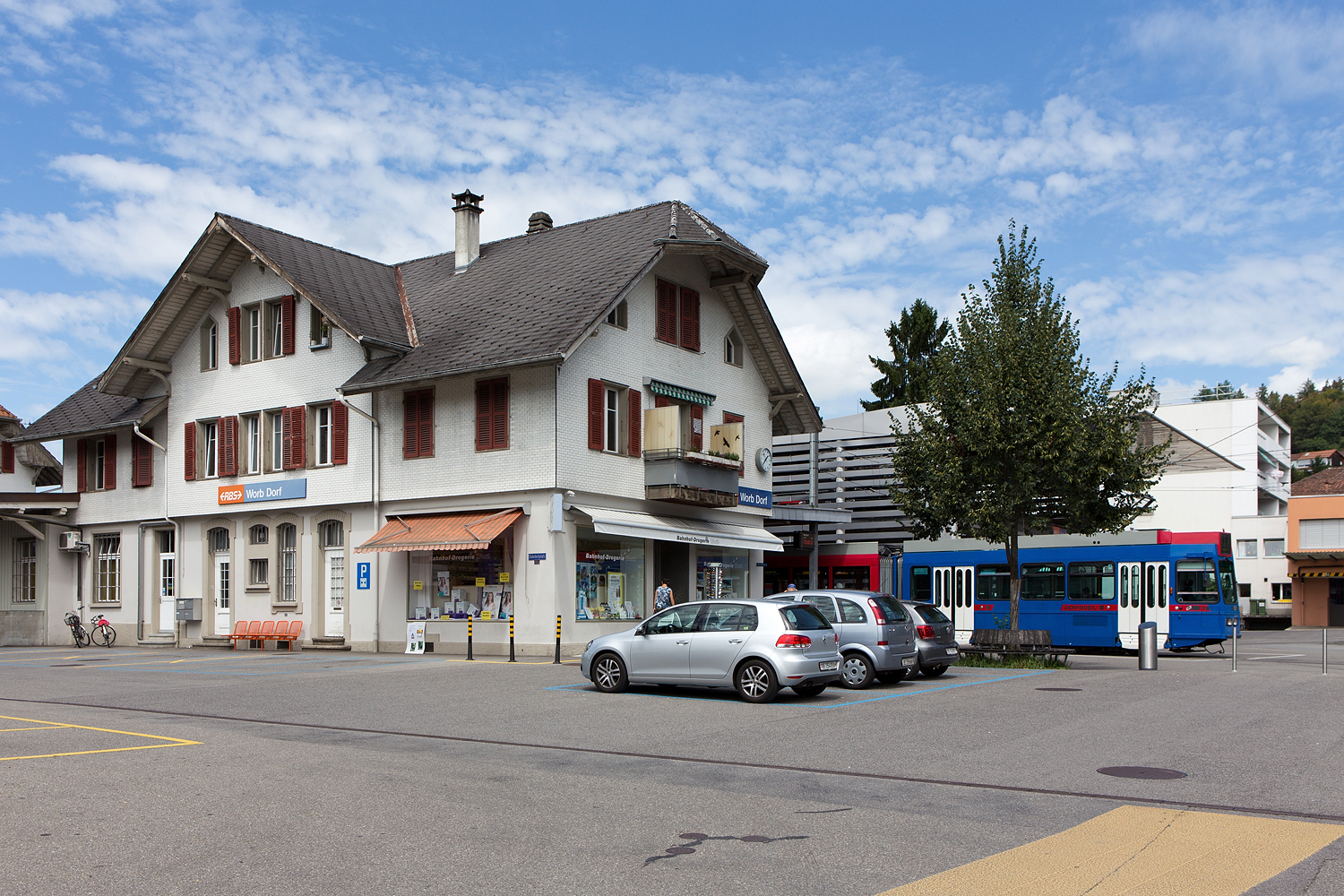
보르프역

보르프에는 RBS 미터궤 철도역이 있다. 이 노선은 베른까지 2개의 노선을 운행한다. 한편으로는 볼리겐을 경유하는 베른 S-반의 S7 노선이 있으며, 이 노선은 베른역에서 끝나며, 다른 한편으로는 트램이 운행되며, 귐리겐을 거쳐 베른-피셔마텔리까지 운행하는 6호선이 있다. 노란색 포스트버스가 있는 RBS에서 운영하는 버스 연결편도 있다. 베른모빌은 베르프까지 3개의 야간 버스 노선을 운행한다. 또한 베른 S-반의 S2 노선(베른-랑나우)에 있는 보르프 바로 밖에 SBB 기차역(보르프 SBB역)이 있다. 이 라인은 2004년 12월부터 BLS에서 운영하고 있다.